# Peter Raske
Peter Raske (* 27. Mai 1949 in Heide) ist ein deutscher Politiker und seit 1972 Mitglied der SPD. Raske studierte Soziologie sowie Kunsterziehung und ist verheiratet.

## Wirken
Peter Raske schloss 1975 sein Studium an der Universität Hamburg mit dem Diplomarbeitsthema Einflüsse von Distanz und Dichte auf das soziale Verhalten: Perspektiven für den städtischen Raum ab. Von 1988 bis 1991 war er Vorsitzender des SPD-Ortsvereins Papenburg. Von 1987 war er Mitglied des SPD-Kreisvorstandes und von 1993 an stellvertretender Kreisvorsitzender der SPD im Emsland. 2007 schied er aus dem Kreisvorstand aus.
1994 und 1998 hatte Raske für den Landtag im Wahlkreis 90 kandidiert. Als Nachrücker wurde er im Oktober 2002 für wenige Monate Mitglied des Niedersächsischen Landtages der 14. Wahlperiode. Mit den Wahlen am 2. Februar 2003 schied er aus dem Parlament aus.
Von 2005 bis 2021 war er Mitglied des Rates der Stadt Papenburg und dort von November 2008 bis Dezember 2018 SPD-Fraktionsvorsitzender. Zusätzlich war er ab 2006 für zehn Jahre Kreistagsabgeordneter im Landkreis Emsland. 2021 kandidierte er wieder für den Kreistag.
Raske engagiert sich auch ehrenamtlich. So war er z. B. von 1983 bis 1988 1. Vorsitzender des Bundesverbandes der Jugendkunstschulen und kulturpädagogischer Einrichtungen (BJkE e.V.) und von 2010 bis 2014 Vorsitzender der Bundesarbeitsgemeinschaft wohnortnahe Reha-Einrichtungen (BAG WBR).
Er war auch Leiter der Maßnahmen der Agentur für Arbeit der Johannesburg GmbH.

## Werke (Auswahl)
- gemeinsam mit Kurt Erhart und Mechthild Seithe: Die Jugendkunstschule. Bosse, Regensburg, 1980.